# A2 (Marokko)
De A2 is een snelweg in Marokko die van Sidi-Allal-el-Bahraoui (nabij Rabat) naar Oujda loopt. De route loopt onder andere langs Meknes en Fez. De snelweg is 502 kilometer lang. Het is de grote west-oostverbinding in Marokko. De snelweg loopt parallel met de bestaande nationale weg N6. Dit is gedaan om deze nationale weg (meestal 2 baans wegen welke dwars door dorpen en steden lopen) te ontlasten.
De weg werd in delen gebouwd en opengesteld:
- Fes-Meknes (mei 1998)
- Meknes-Khémisset (oktober 1998)
- Khémisset-Rabat (mei 1999)
- Fes-Oujda (Juli 2011)

## Fes-Oujda

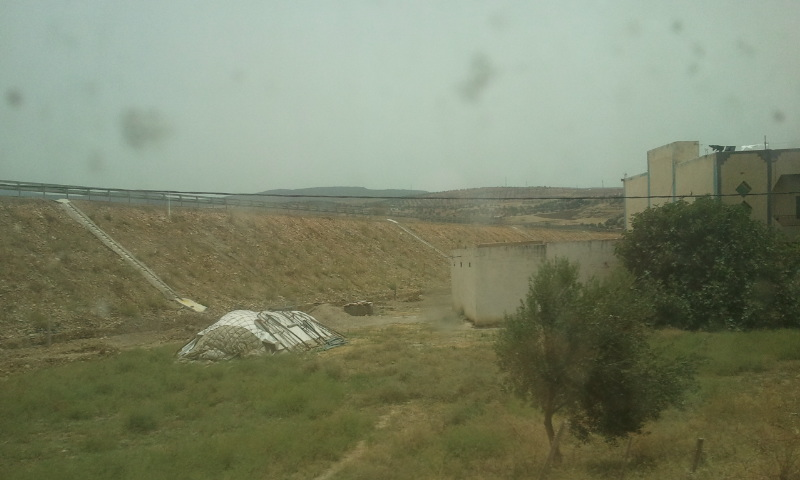
Traject Fes-Oujda in aanbouw, traject tussen Taourirt en Fes

Op 16 januari 2007 stak koning Mohammed VI de eerste spade in de grond en is sinds juli 2011 is het traject gereed.
Het traject loopt van de historische (hoofd)stad Fez naar de oostelijke universiteitsstad Oujda.

## Trajecten
De keuze voor dit project betekent een forse beperking van de reistijd tussen Fez en Oujda, van vijf uur naar iets meer dan twee en een half uur. De snelweg loopt rechtstreeks van Fez naar de badplaats Ras Tabouda. Hij loopt ten zuiden van de huidige provinciale weg, waardoor de snelweg beter aansluit bij de stad Tahla. De snelweg zal ten noorden van Taza lopen en ongeveer 15 km ten noorden van Guercif en 8 km ten noorden van Taourirt. Bij Fez is de snelweg aangesloten op de bestaande snelweg A2 (Marokko).
Het nieuwe stuk snelweg bevat 10 afritcomplexen, waarvan 6 tussen Fez en Taza, en kruist diverse wegen, waaronder de RN 6, twee spoorlijnen (Fez-Oujda en Nador Taourirt) en een pijpleiding.
In totaal zal meer dan 84 miljoen kubieke meter aarde moeten worden verplaatst. Het project voorziet ook in de realisatie van 26 viaducten, 75 bovengrondse overbruggingen, 16 onderdoorgangen en 47 wegkruisingen, naast de vele kunstwerken en loopbruggen.
Zoals alle grote wegenbouwprojecten in Marokko wordt deze snelweg in secties aangelegd met voor elke sectie eigen aannemers en vaak zelfs eigen investeerders voor dat traject. Dit laatste wordt gedaan omdat de (buitenlandse) investeerders niet alleen geld investeren, maar vaak ook kennis in de vorm van eigen aannemers uit het land van herkomst.
De snelweg Fez-Oujda wordt 316,5 km lang en wordt in 12 trajecten aangelegd:
| Trajectnr. | Startpunt    | Eindpunt     | Lengte (km) |
| ---------- | ------------ | ------------ | ----------- |
| 1          | Fez          | Ras Tabouda  | 41          |
| 2          | Ras Tabouda  | Tahla        | 26          |
| 3          | Tahla        | Oued Amlil   | 20          |
| 4          | Oued Amlil   | Oued Inaouen | 18          |
| 5          | Oued Inaouen | Taza         | 15,5        |
| 6          | Taza         | M'soun       | 31          |
| 7          | M'soun       | Guercif      | 33          |
| 8          | Guercif      | Taourirt     | 34          |
| 9          | Taourirt     | PK 31+840    | 32          |
| 10         | PK 31+840    | laayoun      | 18          |
| 11         | laayoun      | PK 11+300    | 37          |
| 12         | PK 11+300    | Oujda        | 11          |

### Kosten en Financiering
De totale bouwkosten van deze 316,5 km lange snelweg zijn geschat op 10.700 miljoen Dirham en dat is exclusief de kosten die gemoeid zijn met het aanschaffen van gronden.
Om deze investering mogelijk te maken, heeft bouwer/beheerder ADM in april 2005 een kapitaalinjectie gekregen van 2000 miljoen Dirham. Deze kapitaalinjectie werd gedaan door het Hasan II fonds voor Economische en Sociale ontwikkeling. Naast wegbeheerder ADM zijn er nog een zestal andere partijen als investeerder bij dit project betrokken:
- FKDEA - 900 miljoen Dirham
- FADES - 1800 miljoen Dirham
- BEI - 1980 miljoen Dirham
- BID - 2000 miljoen Dirham
- FAD - 400 miljoen Dirham
- OPEC fonds - 225 miljoen Dirham

## Context
De bouw van deze oost-westverbinding staat niet op zichzelf. In het westen, bij Fez, sluit de weg aan op de hoofdaders van het land naar de hoofdstad Rabat, het financiële centrum Casablanca en de noordelijke havenstad Tanger. Deze oost-westverbinding sluit dus aan op de belangrijkste noord-zuidverbindingen van Tanger in het noorden, via Rabat en Casablanca door naar Marrakesh en Agadir en op termijn nog verder naar het zuiden.
Min of meer langs dezelfde route loopt ook de oost-westspoorlijn die Marrakesh via Casablanca en Rabat verbindt met Oujda. Naast de grote investeringen die gedaan worden ten behoeve van snelwegen wordt ook het spoorwegnet uitgebreid, onder andere met een spoorlijn van Taourirt naar de kustplaats Nador.
A1 · A2 · A3 · A4 · A5  · A7 

Société Nationale des Autoroutes du Maroc